# Falk Hentschel
Falk Hentschel, es un actor alemán.

## Biografía
Es hijo de Jörg y Martina Hentschel (doctora), tiene un hermano llamado Uwe Hentschel.
Falk habla con fluidez inglés.

## Carrera
En Londres Falk trabajó como bailarín profesional para artistas como Mariah Carey, Britney Spears, Jamelia, Paulina Rubio, entre otros. Más tarde fue contratado como coreógrafo y trabajó en varios videos musicales y giras en Canadá y Asia.
En el 2009 junto a su socio de producción Jesse Grce crearon el cortometraje "Who is Bobby Domino".
En el 2010 consiguió su primer papel cinematográfico de gran presupuesto cuando se unió al elenco de la película Knight and Day donde interpretó al asesino alemán Bernhard. Ese mismo año apareció como invitado en la serie The Closer donde interpretó al drogadicto Richard Conway.
En el 2013 se apareció en la película White House Down donde interpretó a Motts, uno de los mercenarios encargados del ataque a la casa blanca.
En el 2014 se unió al elenco recurrente de la serie Reckless donde interpretó a Arliss Fulton, el esposo de Lee Anne Marcus (Georgina Haig). Ese mismo año apareció como invitado en la segunda temporada de la serie Agents of S.H.I.E.L.D. donde interpretó a Marcus Scarlotti, un mercenario con alianzas hacia H.Y.D.R.A.
En el 2015 apareció como invitado en las series Arrow y en The Flash donde interpretó a Carter Hall/Hombre Halcón.
En el 2016 se unió al elenco principal de la serie Legends of Tomorrow donde interpretó al súperheroe Carter Hall/Hombre Halcón.
En marzo del 2017 se anunció que Falk se había unido al elenco de The Alienist donde dará vida a Biff Ellison, un mafioso extremadamente corrupto que dirige burdeles y bares ilegales en la ciudad.

## Filmografía

### Series de Televisión
| Año        | Título                         | Personaje                 | Notas                           |
| ---------- | ------------------------------ | ------------------------- | ------------------------------- |
| 2018       | The Alienist                   | Biff Ellison              | -                               |
| 2016; 2021 | Legends of Tomorrow            | Carter Hall/Hombre Halcón | 8 episodios                     |
| 2015       | Arrow                          | Carter Hall/Hombre Halcón | episodio "Legends of Yesterday" |
| 2015       | The Flash                      | Carter Hall/Hombre Halcón | episodio "Legends of Today"     |
| 2014       | Agents of S.H.I.E.L.D.         | Marcus Scarlotti          | episodio "A Fractured House"    |
| 2014       | Reckless                       | Arliss Fulton             | 7 episodios                     |
| 2014       | The Ladies Restroom            | Dan                       | 3 episodios                     |
| 2013       | Revenge                        | Gregor Hoffman            | episodio "Truth: Part 1"        |
| 2011       | CSI: Crime Scene Investigation | Timothy Johnson           | episodio "Targets of Obsession" |
| 2011       | NCIS: Los Angeles              | Bradford Harris Elgin     | episodio "Archangel"            |
| 2010       | The Closer                     | Richard Conway            | episodio "Off the Hook"         |
| 2007       | Journeyman                     | Ladrón                    | episodio "Game Three"           |
| 2005       | Arrested Development           | Jay                       | episodio "Queen for a Day"      |

### Películas
| Año  | Título            | Personaje                    | Notas |
| ---- | ----------------- | ---------------------------- | --- |
| 2014 | Trascender        | Bob                          | junto a Johnny Depp, Rebecca Hall, Paul Bettany, Cillian Murphy, Kate Mara, Cole Hauser, Morgan Freeman & Clifton Collins Jr.                           |
| 2013 | Extraction        | Martin                       | junto a Jon Foo, Vinnie Jones, Joanne Kelly, Sean Astin, Danny Glover & Adam Croasdell                                                                  |
| 2013 | White House Down  | Motts                        | junto a Channing Tatum, Jamie Foxx, Maggie Gyllenhaal, Jason Clarke, Richard Jenkins, Garcelle Beauvais & Lance Reddick                                 |
| 2012 | StreetDance 2     | Ash                          | junto a Sofia Boutella, Tom Conti, Craig Davies, George Sampson, Deborah Rosan & Tom Swacha                                                             |
| 2012 | Lotus             | Brad                         | corto - junto a Brit Sheridan & Reinaldo Ishizawa |
| 2010 | Knight & Day      | Bernhard                     | junto a Tom Cruise, Cameron Diaz, Peter Sarsgaard, Maggie Grace, Paul Dano, Viola Davis, Marc Blucas & Jordi Mollà                                      |
| 2014 | Transcendence     | Bob                          | junto a Johnny Depp, Morgan Freeman, Rebecca Hall, Kate Mara, Cillian Murphy, Cole Hauser, Paul Bettany                                                 |
| 2018 | Welcome to Marwen | Hauptsturmführer Ludwig Topf | junto a Steven Carell, Leslie Mann, Diane Kruger, Merritt Wever, Janelle Monáe, Eiza González Reyna, Gwendoline Christie, Leslie Zemeckis, Neil Jackson |

### Escritor & Productor
| Año  | Película            | Notas                        |
| ---- | ------------------- | ---------------------------- |
| 2009 | Cher papa           | corto - co-productor         |
| 2009 | The Letter          | corto - productor & escritor |
| 2009 | Who Is Bobby Domino | corto - productor & escritor |